# Orthomus curtus
Orthomus (Nesorthomus) curtus – gatunek chrząszcza z rodziny biegaczowatych i podrodziny Pterostichinae.

## Taksonomia
Gatunek ten został opisany w 1854 roku przez Thomasa Vernona Wollastona jako Argutor curtus.

## Opis
Ciało brązowawe, błyszczące, poniżej 12 mm długości. Górna część tylnej ⅓ pokryw spłaszczona. Golenie środkowej pary odnóży o tylnej połowie wewnętrznej krawędzi ze słabym rozszerzeniem. Środkowy płat edeagusa z wierzchołkiem o brzusznej krawędzi prostej, nie zakrzywionym ku dołowi w widoku bocznym.

## Rozprzestrzenienie
Chrząszcz ten jest endemitem portugalskiej Madery.